# Abel Trujillo
Abel Trujillo (Greensboro, 18 settembre 1983) è un lottatore statunitense di arti marziali miste.
Combatte nella categoria pesi leggeri della promozione UFC.

## Biografia
Nasce a Greensboro, Carolina del Nord, e frequenta la Riverside High School di Durham dove pratica il wrestling. Continua la carriera a livello collegiale alla William Penn University dove diviene 4 volte campione NAIA All-American.
Debutta a livello amatoriale nel luglio 2006 contro il futuro campione World Extreme Cagefighting Zachary Micklewright perdendo l'incontro per K.O. Tre anni dopo, nel 2009, nel suo secondo e ultimo incontro tra i dilettanti, sconfigge Randy Meade in soli 54 secondi.
Nel 2009 diventa professionista nelle MMA perdendo per armbar contro Ted Wothington. Porta il suo record personale a 5-4 nei successivi 8 incontri prima di aprire una striscia vincente di 4 vittorie contro Lucas Gwaltney, Andre Garcia, James Edson Berto and Frank Carrillo in meno di un anno.
Forte di una striscia aperta di 4 vittorie, Trujillo nell'estate 2012 viene messo sotto contratto dalla UFC e vince al suo esordio per TKO contro Marcus LeVesseur (sostituto dell'infortunato Tim Means) ad UFC on Fox: Henderson vs. Diaz.
Al suo secondo incontro, UFC 160, affronta il forte lottatore russo Khabib Nurmagomedov e viene sconfitto per decisione unanime.
Ad UFC on Fox 9 dell'agosto 2013 Trujillo vince per TKO al secondo round contro Roger Bowling, re-match dopo che il primo incontro era stato sospeso per una gomitata illegale di Trujillo.
A febbraio 2014, ad UFC 169 Trujillo vince per KO nel secondo round contro Jamie Varner aggiudicandosi un bonus complessivo di 125 000 dollari per il "Fight of the night" e per il "Knockout of the night" e diventa il primo ad aver fermato Varner per KO.
Dopo un breve periodo di inattività per infortunio e alcuni incontri cancellati (contro Bobby Green e Ross Pearson), Trujillo affronta Tony Ferguson il 6 dicembre 2014 ad UFC 181 e perde per sottomissione nel secondo round.
Il suo record personale attuale è di 12 vittorie, 6 sconfitte e un no-contest (in UFC 3-2-1)
È alto 1,73 m e pesa (in gara) circa 70 chilogrammi. Il suo allungo è di 178 cm. Si allena con il team Blackzilians insieme ad atleti del calibro di Rashad Evans, Vítor Belfort, Matt Mitrione.

## Risultati nelle arti marziali miste
| Risultato  | Record   | Avversario          | Metodo                           | Evento                                          | Data             | Round | Tempo | Città                        | Note |
| ---------- | -------- | ------------------- | -------------------------------- | ----------------------------------------------- | ---------------- | ----- | ----- | ---------------------------- | --- |
| Sconfitta  | 15-8-(1) | John Makdessi       | Decisione (unanime)              | UFC on Fox: Lawler vs. dos Anjos                | 16 dicembre 2017 | 3     | 5:00  | Manitoba, Canada             | |
| Sconfitta  | 15-7-(1) | James Vick          | Sottomissione (D'Arce choke)     | UFC Fight Night: Bermudez vs. Korean Zombie     | 4 febbraio 2017  | 3     | 0:49  | Texas, Stati Uniti           | |
| Vittoria   | 15-6-(1) | Jordan Rinaldi      | Decisione (unanime)              | UFC Fight Night: Almeida vs. Garbrandt          | 29 maggio 2016   | 3     | 5:00  | Nevada, Stati Uniti          | |
| Vittoria   | 14-6-(1) | Tony Sims           | Sottomissione (ghigliottina)     | UFC 195                                         | 2 gennaio 2016   | 1     | 3:18  | Nevada, Stati Uniti          | |
| Vittoria   | 13-6-(1) | Gleison Tibau       | DQ (rovesciato)                  | UFC Fight Night: Belfort vs. Henderson 3        | 7 novembre 2015  | 1     | 1:45  | São Paulo, Brasile           | In origine una vittoria per sottomissione per Tibau; rovesciato dopo essere risultato positivo all'eritropoietina. |
| Sconfitta  | 12-6-(1) | Tony Ferguson       | Sottomissione (rear-naked choke) | UFC 181                                         | 6 dicembre 2014  | 2     | 4:19  | Nevada, Stati Uniti          | |
| Vittoria   | 12-5-(1) | Jamie Varner        | KO (pugno)                       | UFC 169                                         | 1 febbraio 2014  | 2     | 2:32  | New Jersey,, Stati Uniti     | |
| Vittoria   | 11-5-(1) | Roger Bowling       | KO tecnico (ginocchiata)         | UFC on Fox: Johnson vs. Benavidez 2             | 14 dicembre 2013 | 2     | 1:35  | California, Stati Uniti      | |
| No Contest | 10–5-(1) | Roger Bowling       | NO CONTEST                       | UFC Fight Night: Condit vs. Kampmann 2          | 28 agosto 2013   | 2     | 4:57  | Indianapolis, Stati Uniti    | |
| Sconfitta  | 10–5     | Khabib Nurmagomedov | Decisione (unanime)              | UFC 160                                         | 25 maggio 2013   | 3     | 5:00  | Nevada, Stati Uniti          | |
| Vittoria   | 10-4     | Marcus LeVesseur    | KO tecnico (ginocchiata)         | UFC on Fox: Henderson vs. Diaz                  | 8 dicembre 2012  | 2     | 3:56  | Washington, Stati Uniti      | |
| Vittoria   | 9-4      | Frank Carrillo      | Decisione (unanime)              | CFA 7: Never Give Up                            | 30 giugno 2012   | 3     | 5:00  | Florida, Stati Uniti         | |
| Vittoria   | 8-4      | James Edson Berto   | Sottomissione (pugni)            | CFA 6: Palomino vs. Warfield                    | 13 aprile 2012   | 1     | 1:10  | Florida, Stati Uniti         | |
| Vittoria   | 7-4      | Andre Garcia        | Decisione (unanime)              | C3 Fights: Slamfest                             | 21 gennaio 2012  | 3     | 5:00  | Oklaoma, Stati Uniti         | |
| Vittoria   | 6-4      | Lucas Gwaltney      | Decisione (unanime)              | Fight Me MMA: Trujillo vs. Gwaltney             | 13 agosto 2011   | 3     | 5:00  | Missouri, Stati Uniti        | |
| Sconfitta  | 5-4      | Alonzo Martinez     | Sottomissione (ghigliorrina)     | C3 Fights: Knockout-Rockout Weekend 4           | 15 aprile 2011   | 1     | 3:30  | Iowa, Stati Uniti            | |
| Sconfitta  | 5-3      | Scott Cleve         | Decisione(unanime)               | Extreme Challenge 181                           | 12 marzo 2011    | 3     | 5:00  | Dakota del Nord, Stati Uniti | |
| Vittoria   | 5-2      | Marcos Marquez      | Decisione (unanime)              | Extreme Challenge: Bad Blood Fest               | 11 febbraio 2011 | 3     | 5:00  | Iowa, Stati Uniti            | |
| Vittoria   | 4-2      | Andre Garcia        | Sottomissione (Ghigliottina)     | Xtreme Fight Promotions: The Holiday Fight Fest | 4 dicembre 2010  | 1     | 2:36  | Nord Carolaina, Stati Uniti  | |
| Vittoria   | 3-2      | Wes Clark           | Sottomissione (Pugni)            | TriState Cage Fights                            | 23 ottobre 2010  | 1     | 2:01  | Nebraska, Stati Uniti        | |
| Vittoria   | 2-2      | Dave Lehr Cochran   | KO tecnico (Pugni)               | Fight Me MMA 1: The Battle Begins               | 14 agosto 2010   | 1     | 1:29  | Missouri, Stati Uniti        | |
| Sconfitta  | 1-2      | Clayton Robinson    | KO tecnico (Pugni)               | C3 Fights: Knockout-Rockout Weekend 4           | 17 luglio 2010   | 1     | 2:47  | Oklahoma, Stati Uniti        | |
| Vittoria   | 1-1      | Dustin Praxedes     | KO tecnico (Pugni)               | Xtreme Promotions: Throwdown in Jamestown 2     | 6 marzo 2010     | 1     | 4:15  | Washington, Stati Uniti      | |
| Sconfitta  | 0-1      | Ted Worthington     | sottomissione                    | Max FightsDM: Ballroom Brawl 2                  | 28 agosto 2009   | 1     | 3:06  | Iowa, Stati Uniti            | |

### Risultati nelle arti marziali miste amatori
| Risultato | Record | Avversario        | Metodo                       | Evento                | Data           | Round | Tempo | Città             | Note |
| --------- | ------ | ----------------- | ---------------------------- | --------------------- | -------------- | ----- | ----- | ----------------- | ---- |
| Vittoria  | 1-1    | Randy Meade       | Sottomissione (ghigliottina) | Extreme Challenge 127 | 25 Aprile 2009 | 1     | 0:54  | Iowa, Stati Uniti |      |
| Sconfitta | 0-1    | Zach Micklewright | KO                           | Extreme Challenge 69  | 22 Luglio 2006 | 2     | 0:28  | Iowa, Stati Uniti |      |